# 阿奇博·希明頓
阿奇博·希明頓（英語：Archibald Symington，1892年3月—1941年5月8日）是一名苏格兰橄欖球運動員，在第二次世界大战中陣亡。
曾於1914年爲蘇格蘭擔任兩次第二行，曾爲劍橋大學橄欖球隊員。

## 相關網頁
- 球員檔案 （页面存档备份，存于） scrum.com